# Championnat d'Europe féminin de volley-ball des moins de 20 ans 1973
Navigation
Cecina 1971 Munich 1975
Le 4e championnat d'Europe féminin de volley-ball des moins de 20 ans s'est déroulé du 6 au 14 septembre 1973 à Utrecht aux Pays-Bas.

## Déroulement de la compétition

### Tour préliminaire

#### Composition des groupes
| Poule A                              | Poule B                       | Poule C                                  | Poule D                                          | Poule E                                             | Poule F                                        |
| ------------------------------------ | ----------------------------- | ---------------------------------------- | ------------------------------------------------ | --------------------------------------------------- | ---------------------------------------------- |
| Site : Venlo Belgique Pays-Bas Suède | Site : Venlo URSS Yougoslavie | Site : Utrecht Danemark Hongrie Roumanie | Site : Utrecht France Pologne Allemagne de l'Est | Site : La Haye Autriche Italie Allemagne de l'Ouest | Site : La Haye Bulgarie Suisse Tchécoslovaquie |

#### Poule A
| # | Équipe   | Pts | J | G | P | Sp | Sc | Ratio | Pp | Pc | Ratio |
| - | -------- | --- | - | - | - | -- | -- | ----- | -- | -- | ----- |
| 1 | Pays-Bas | 4   | 2 | 2 | 0 | 6  | 1  | 6     | 96 | 66 | 1.455 |
| 2 | Belgique | 3   | 2 | 1 | 1 | 4  | 3  | 1.333 | 88 | 68 | 1.294 |
| 3 | Suède    | 2   | 2 | 0 | 2 | 0  | 6  | 0     | 41 | 91 | 0.451 |

| Date     | Match               | Résultat | Sets | Sets  | Sets  | Sets  | Sets | Total Points |
| Date     | Match               | Résultat | 1    | 2     | 3     | 4     | 5    | Total Points |
| -------- | ------------------- | -------- | ---- | ----- | ----- | ----- | ---- | ------------ |
| 06.09.73 | Pays-Bas - Suède    | 3 - 0    | 15-8 | 15-1  | 16-14 | -     | -    | 46-23        |
| 07.09.73 | Belgique - Suède    | 3 - 0    | 15-7 | 15-1  | 15-10 | -     | -    | 45-18        |
| 08.09.73 | Pays-Bas - Belgique | 3 - 1    | 15-6 | 15-12 | 5-15  | 15-10 | -    | 50-43        |

#### Poule B
| # | Équipe      | Pts | J | G | P | Sp | Sc | Ratio | Pp | Pc | Ratio |
| - | ----------- | --- | - | - | - | -- | -- | ----- | -- | -- | ----- |
| 1 | URSS        | 2   | 1 | 1 | 0 | 3  | 0  | MAX   | 45 | 14 | 3.214 |
| 2 | Yougoslavie | 1   | 1 | 0 | 1 | 0  | 3  | 0     | 14 | 45 | 0.311 |

| Date     | Match              | Résultat | Sets | Sets | Sets | Sets | Sets | Total Points |
| Date     | Match              | Résultat | 1    | 2    | 3    | 4    | 5    | Total Points |
| -------- | ------------------ | -------- | ---- | ---- | ---- | ---- | ---- | ------------ |
| 08.09.73 | Yougoslavie - URSS | 0 - 3    | 9-15 | 5-15 | 0-15 | -    | -    | 14-45        |

#### Poule C
| # | Équipe   | Pts | J | G | P | Sp | Sc | Ratio | Pp  | Pc | Ratio |
| - | -------- | --- | - | - | - | -- | -- | ----- | --- | -- | ----- |
| 1 | Hongrie  | 4   | 2 | 2 | 0 | 6  | 2  | 3     | 100 | 73 | 1.37  |
| 2 | Roumanie | 3   | 2 | 1 | 1 | 5  | 3  | 1.667 | 101 | 74 | 1.365 |
| 3 | Danemark | 2   | 2 | 0 | 2 | 0  | 6  | 0     | 36  | 90 | 0.4   |

| Date     | Match               | Résultat | Sets | Sets | Sets | Sets  | Sets | Total Points |
| Date     | Match               | Résultat | 1    | 2    | 3    | 4     | 5    | Total Points |
| -------- | ------------------- | -------- | ---- | ---- | ---- | ----- | ---- | ------------ |
| 06.09.73 | Roumanie - Danemark | 3 - 0    | 15-7 | 15-6 | 15-6 | -     | -    | 45-19        |
| 07.09.73 | Hongrie - Roumanie  | 3 - 2    | 6-15 | 4-15 | 15-8 | 15-11 | 15-7 | 55-56        |
| 08.09.73 | Hongrie - Danemark  | 3 - 0    | 15-4 | 15-6 | 15-7 | -     | -    | 45-17        |

#### Poule D
| # | Équipe             | Pts | J | G | P | Sp | Sc | Ratio | Pp  | Pc | Ratio |
| - | ------------------ | --- | - | - | - | -- | -- | ----- | --- | -- | ----- |
| 1 | Pologne            | 4   | 2 | 2 | 0 | 6  | 2  | 3     | 109 | 86 | 1.267 |
| 2 | Allemagne de l'Est | 3   | 2 | 1 | 1 | 5  | 3  | 1.667 | 110 | 90 | 1.222 |
| 3 | France             | 2   | 2 | 0 | 2 | 0  | 6  | 0     | 49  | 92 | 0.533 |

| Date     | Match                        | Résultat | Sets  | Sets  | Sets  | Sets  | Sets  | Total Points |
| Date     | Match                        | Résultat | 1     | 2     | 3     | 4     | 5     | Total Points |
| -------- | ---------------------------- | -------- | ----- | ----- | ----- | ----- | ----- | ------------ |
| 06.09.73 | Pologne - France             | 3 - 0    | 15-3  | 15-5  | 16-14 | -     | -     | 46-22        |
| 07.09.73 | Allemagne de l'Est - France  | 3 - 0    | 15-11 | 16-14 | 15-2  | -     | -     | 46-27        |
| 08.09.73 | Pologne - Allemagne de l'Est | 3 - 2    | 10-15 | 15-9  | 8-15  | 15-13 | 15-12 | 63-64        |

#### Poule E
| # | Équipe               | Pts | J | G | P | Sp | Sc | Ratio | Pp  | Pc | Ratio |
| - | -------------------- | --- | - | - | - | -- | -- | ----- | --- | -- | ----- |
| 1 | Allemagne de l'Ouest | 4   | 2 | 2 | 0 | 6  | 1  | 6     | 100 | 57 | 1.754 |
| 2 | Italie               | 3   | 2 | 1 | 1 | 4  | 3  | 1.333 | 91  | 77 | 1.182 |
| 3 | Autriche             | 2   | 2 | 0 | 2 | 0  | 6  | 0     | 33  | 90 | 0.367 |

| Date     | Match                           | Résultat | Sets | Sets  | Sets  | Sets  | Sets | Total Points |
| Date     | Match                           | Résultat | 1    | 2     | 3     | 4     | 5    | Total Points |
| -------- | ------------------------------- | -------- | ---- | ----- | ----- | ----- | ---- | ------------ |
| 06.09.73 | Allemagne de l'Ouest - Autriche | 3 - 0    | 15-3 | 15-2  | 15-6  | -     | -    | 45-11        |
| 07.09.73 | Allemagne de l'Ouest - Italie   | 3 - 1    | 15-9 | 15-9  | 10-15 | 15-13 | -    | 55-46        |
| 08.09.73 | Italie - Autriche               | 3 - 0    | 15-9 | 15-10 | 15-3  | -     | -    | 45-22        |

#### Poule F
| # | Équipe          | Pts | J | G | P | Sp | Sc | Ratio | Pp  | Pc | Ratio |
| - | --------------- | --- | - | - | - | -- | -- | ----- | --- | -- | ----- |
| 1 | Tchécoslovaquie | 4   | 2 | 2 | 0 | 6  | 1  | 6     | 104 | 59 | 1.763 |
| 2 | Bulgarie        | 3   | 2 | 1 | 1 | 4  | 3  | 1.333 | 92  | 75 | 1.227 |
| 3 | Suisse          | 2   | 2 | 0 | 2 | 0  | 6  | 0     | 28  | 90 | 0.311 |

| Date     | Match                      | Résultat | Sets  | Sets  | Sets  | Sets  | Sets | Total Points |
| Date     | Match                      | Résultat | 1     | 2     | 3     | 4     | 5    | Total Points |
| -------- | -------------------------- | -------- | ----- | ----- | ----- | ----- | ---- | ------------ |
| 06.09.73 | Tchécoslovaquie - Suisse   | 3 - 0    | 15-5  | 15-2  | 15-5  | -     | -    | 45-12        |
| 07.09.73 | Bulgarie - Suisse          | 3 - 0    | 15-5  | 15-1  | 15-10 | -     | -    | 45-16        |
| 08.09.73 | Tchécoslovaquie - Bulgarie | 3 - 1    | 14-16 | 15-10 | 15-11 | 15-10 | -    | 59-47        |

### Tour final

#### Poule de Classement 13 à 17 (Zevenaar)
| #  | Équipe   | Pts | J | G | P | Sp | Sc | Ratio | Pp  | Pc  | Ratio |
| -- | -------- | --- | - | - | - | -- | -- | ----- | --- | --- | ----- |
| 13 | France   | 8   | 4 | 4 | 0 | 12 | 2  | 6     | 202 | 116 | 1.741 |
| 14 | Autriche | 6   | 4 | 2 | 2 | 9  | 7  | 1.286 | 210 | 186 | 1.129 |
| 15 | Suisse   | 6   | 4 | 2 | 2 | 7  | 8  | 0.875 | 161 | 199 | 0.809 |
| 16 | Suède    | 6   | 4 | 2 | 2 | 6  | 8  | 0.75  | 162 | 176 | 0.92  |
| 17 | Danemark | 4   | 4 | 0 | 4 | 3  | 12 | 0.25  | 155 | 213 | 0.728 |

| Date     | Match               | Résultat | Sets  | Sets  | Sets  | Sets  | Sets  | Total Points |
| Date     | Match               | Résultat | 1     | 2     | 3     | 4     | 5     | Total Points |
| -------- | ------------------- | -------- | ----- | ----- | ----- | ----- | ----- | ------------ |
| 10.09.73 | France - Autriche   | 3 - 2    | 16-18 | 15-7  | 15-13 | 6-15  | 15-7  | 67-60        |
| 10.09.73 | Suisse - Danemark   | 3 - 2    | 11-15 | 15-9  | 7-15  | 15-10 | 16-14 | 64-63        |
| 11.09.73 | Autriche - Danemark | 3 - 0    | 15-9  | 15-3  | 16-14 | -     | -     | 46-26        |
| 11.09.73 | France - Suède      | 3 - 0    | 15-11 | 15-1  | 15-8  | -     | -     | 45-20        |
| 12.09.73 | Suède - Danemark    | 3 - 1    | 13-15 | 15-7  | 15-8  | 15-11 | -     | 58-41        |
| 12.09.73 | Autriche - Suisse   | 3 - 1    | 15-3  | 14-16 | 15-10 | 15-12 | -     | 59-41        |
| 13.09.73 | Suisse - Suède      | 3 - 0    | 15-8  | 15-13 | 15-11 | -     | -     | 45-32        |
| 13.09.73 | France - Danemark   | 3 - 0    | 15-3  | 15-13 | 15-9  | -     | -     | 45-25        |
| 14.09.73 | Suède - Autriche    | 3 - 1    | 15-8  | 15-10 | 7-15  | 15-12 | -     | 52-45        |
| 14.09.73 | France - Suisse     | 3 - 0    | 15-3  | 15-5  | 15-3  | -     | -     | 45-11        |

#### Poule de Classement 7 à 12 (Purmerend)
| #  | Équipe             | Pts | J | G | P | Sp | Sc | Ratio | Pp  | Pc  | Ratio |
| -- | ------------------ | --- | - | - | - | -- | -- | ----- | --- | --- | ----- |
| 7  | Roumanie           | 10  | 5 | 5 | 0 | 15 | 2  | 7.5   | 248 | 147 | 1.687 |
| 8  | Bulgarie           | 9   | 5 | 4 | 1 | 13 | 6  | 2.167 | 258 | 195 | 1.323 |
| 9  | Allemagne de l'Est | 7   | 5 | 2 | 3 | 10 | 9  | 1.111 | 226 | 219 | 1.032 |
| 10 | Italie             | 7   | 5 | 2 | 3 | 8  | 11 | 0.727 | 205 | 254 | 0.807 |
| 11 | Yougoslavie        | 7   | 5 | 2 | 3 | 7  | 11 | 0.636 | 220 | 229 | 0.961 |
| 12 | Belgique           | 5   | 5 | 0 | 5 | 1  | 15 | 0.067 | 124 | 237 | 0.523 |

| Date     | Match                            | Résultat | Sets  | Sets  | Sets  | Sets  | Sets | Total Points |
| Date     | Match                            | Résultat | 1     | 2     | 3     | 4     | 5    | Total Points |
| -------- | -------------------------------- | -------- | ----- | ----- | ----- | ----- | ---- | ------------ |
| 10.09.73 | Yougoslavie - Allemagne de l'Est | 0 - 3    | 5-15  | 13-15 | 11-15 | -     | -    | 29-45        |
| 10.09.73 | Italie - Belgique                | 3 - 1    | 15-11 | 15-6  | 11-15 | 15-9  | -    | 56-41        |
| 10.09.73 | Roumanie - Bulgarie              | 3 - 1    | 16-14 | 15-6  | 8-15  | 17-15 | -    | 56-50        |
| 11.09.73 | Yougoslavie - Roumanie           | 0 - 3    | 13-15 | 12-15 | 7-15  | -     | -    | 32-45        |
| 11.09.73 | Bulgarie - Belgique              | 3 - 0    | 15-5  | 15-8  | 15-8  | -     | -    | 45-21        |
| 11.09.73 | Italie - Allemagne de l'Est      | 3 - 1    | 17-15 | 3-15  | 15-7  | 15-13 | -    | 50-50        |
| 12.09.73 | Yougoslavie - Italie             | 3 - 2    | 16-18 | 15-12 | 15-6  | 12-15 | 15-1 | 73-52        |
| 12.09.73 | Bulgarie - Allemagne de l'Est    | 3 - 2    | 12-15 | 15-6  | 7-15  | 15-13 | 15-4 | 64-53        |
| 12.09.73 | Roumanie - Belgique              | 3 - 0    | 15-3  | 15-7  | 15-0  | -     | -    | 45-10        |
| 13.09.73 | Yougoslavie - Bulgarie           | 1 - 3    | 11-15 | 11-15 | 15-9  | 3-15  | -    | 40-54        |
| 13.09.73 | Roumanie - Italie                | 3 - 0    | 15-5  | 15-8  | 15-9  | -     | -    | 45-22}       |
| 13.09.73 | Allemagne de l'Est - Belgique    | 3 - 0    | 15-5  | 15-12 | 15-2  | -     | -    | 45-19        |
| 14.09.73 | Yougoslavie - Belgique           | 3 - 0    | 15-8  | 16-14 | 15-11 | -     | -    | 46-33        |
| 14.09.73 | Bulgarie - Italie                | 3 - 0    | 15-9  | 15-10 | 15-6  | -     | -    | 45-25        |
| 14.09.73 | Roumanie - Allemagne de l'Est    | 3 - 1    | 15-7  | 12-15 | 15-5  | 15-6  | -    | 57-33        |

#### Poule Finale (Utrecht)
| # | Équipe               | Pts | J | G | P | Sp | Sc | Ratio | Pp  | Pc  | Ratio |
| - | -------------------- | --- | - | - | - | -- | -- | ----- | --- | --- | ----- |
| 1 | URSS                 | 10  | 5 | 5 | 0 | 15 | 1  | 15    | 239 | 100 | 2.39  |
| 2 | Tchécoslovaquie      | 9   | 5 | 4 | 1 | 13 | 3  | 4.333 | 233 | 153 | 1.523 |
| 3 | Hongrie              | 8   | 5 | 3 | 2 | 9  | 8  | 1.125 | 195 | 184 | 1.06  |
| 4 | Pologne              | 7   | 5 | 2 | 3 | 8  | 10 | 0.8   | 195 | 217 | 0.899 |
| 5 | Allemagne de l'Ouest | 6   | 5 | 1 | 4 | 4  | 14 | 0.286 | 153 | 251 | 0.61  |
| 6 | Pays-Bas             | 5   | 5 | 0 | 5 | 2  | 15 | 0.133 | 136 | 246 | 0.553 |

| Date     | Match                                  | Résultat | Sets  | Sets  | Sets  | Sets  | Sets  | Total Points |
| Date     | Match                                  | Résultat | 1     | 2     | 3     | 4     | 5     | Total Points |
| -------- | -------------------------------------- | -------- | ----- | ----- | ----- | ----- | ----- | ------------ |
| 10.09.73 | URSS - Pays-Bas                        | 3 - 0    | 15-2  | 15-2  | 15-7  | -     | -     | 45-11        |
| 10.09.73 | Tchécoslovaquie - Allemagne de l'Ouest | 3 - 0    | 15-2  | 15-4  | 15-9  | -     | -     | 45-15        |
| 10.09.73 | Hongrie - Pologne                      | 3 - 2    | 6-15  | 10-15 | 15-13 | 15-5  | 15-7  | 61-55        |
| 11.09.73 | Tchécoslovaquie - Pologne              | 3 - 0    | 15-5  | 15-12 | 15-13 | -     | -     | 45-30        |
| 11.09.73 | Allemagne de l'Ouest - Pays-Bas        | 3 - 2    | 10-15 | 10-15 | 15-12 | 15-3  | 15-13 | 65-58        |
| 11.09.73 | URSS - Hongrie                         | 3 - 0    | 15-5  | 15-4  | 15-6  | -     | -     | 45-15        |
| 12.09.73 | URSS - Allemagne de l'Ouest            | 3 - 0    | 15-1  | 15-9  | 15-5  | -     | -     | 45-15        |
| 12.09.73 | Pologne - Pays-Bas                     | 3 - 0    | 15-1  | 16-14 | 15-7  | -     | -     | 46-22        |
| 12.09.73 | Tchécoslovaquie - Hongrie              | 3 - 0    | 15-10 | 15-12 | 15-7  | -     | -     | 45-29        |
| 13.09.73 | Hongrie - Allemagne de l'Ouest         | 3 - 0    | 15-6  | 15-5  | 15-3  | -     | -     | 45-14        |
| 13.09.73 | Tchécoslovaquie - Pays-Bas             | 3 - 0    | 15-9  | 15-2  | 15-9  | -     | -     | 45-20        |
| 13.09.73 | URSS - Pologne                         | 3 - 0    | 15-1  | 15-1  | 15-4  | -     | -     | 45-6         |
| 14.09.73 | Pologne - Allemagne de l'Ouest         | 3 - 1    | 15-8  | 13-15 | 15-12 | 15-9  | -     | 58-44        |
| 14.09.73 | Hongrie - Pays-Bas                     | 3 - 0    | 15-5  | 15-7  | 15-13 | -     | -     | 45-25        |
| 14.09.73 | URSS - Tchécoslovaquie                 | 3 - 1    | 16-14 | 13-15 | 15-13 | 15-11 | -     | 59-53        |

## Classement final
| Place              | Équipe               |
| ------------------ | -------------------- |
| Médaille d'or      | URSS                 |
| Médaille d'argent  | Tchécoslovaquie      |
| Médaille de bronze | Hongrie              |
| 4                  | Pologne              |
| 5                  | Allemagne de l'Ouest |
| 6                  | Pays-Bas             |
| 7                  | Roumanie             |
| 8                  | Bulgarie             |
| 9                  | Allemagne de l'Est   |
| 10                 | Italie               |
| 11                 | Yougoslavie          |
| 12                 | Belgique             |
| 13                 | France               |
| 14                 | Autriche             |
| 15                 | Suisse               |
| 16                 | Suède                |
| 17                 | Danemark             |